# (400232) 2007 ET219
(400232) 2007 ET219 es un asteroide perteneciente al cinturón de asteroides, descubierto el 11 de marzo de 2007 por el equipo del Spacewatch desde el Observatorio Nacional de Kitt Peak, Arizona, Estados Unidos.

## Designación y nombre
Designado provisionalmente como 2007 ET219.

## Características orbitales
2007 ET219 está situado a una distancia media del Sol de 3,128 ua, pudiendo alejarse hasta 3,452 ua y acercarse hasta 2,803 ua. Su excentricidad es 0,103 y la inclinación orbital 10,58 grados. Emplea 2020,97 días en completar una órbita alrededor del Sol.

## Características físicas
La magnitud absoluta de 2007 ET219 es 15,6.